# Istoria Oceaniei

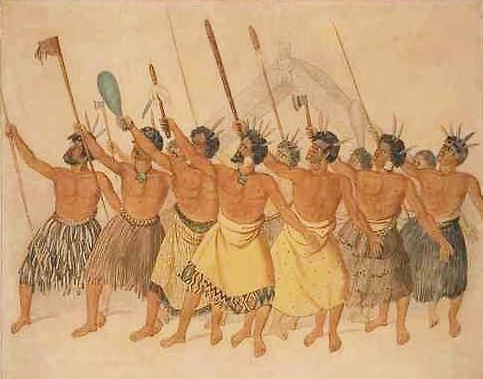
Dans de război Māori, Noua Zeelandă, pe la 1850

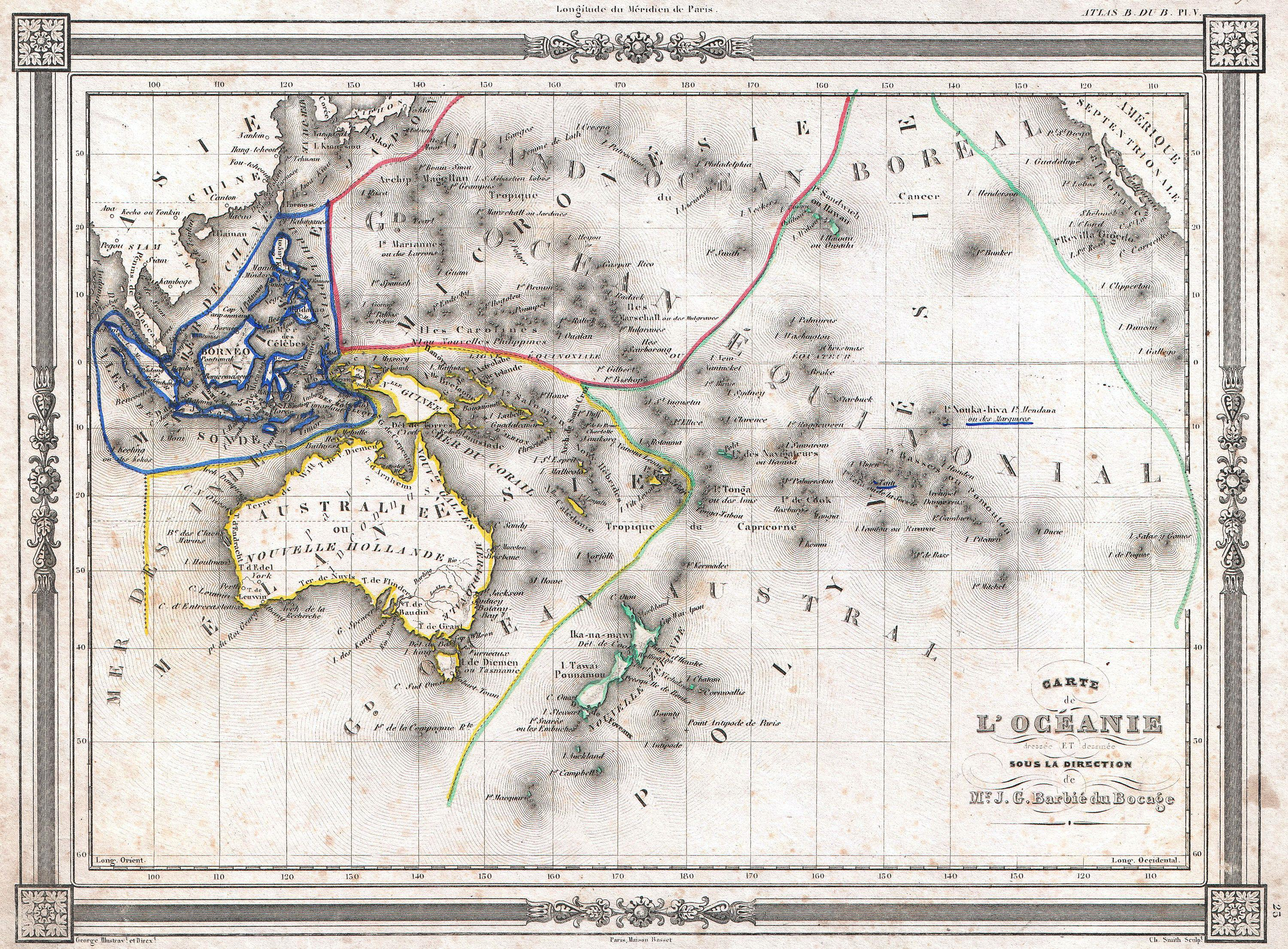
Harta Oceaniei din anul 1852 făcută de J. G. Barbie du Bocage. Include regiuni din Polinezia, Micronezia, Melanezia și Malaezia.

Istoria Oceaniei cuprinde istoria Australiei, Noii Zeelande, Papua Noua Guinee, Fiji și a altor națiuni din insulele Oceanului Pacific.

## Preistorie

### Teorii despre Polinezia

Harta expansiunii austroneziene.

Analizând lingvistic și genetic popoarele polineziene, știința a stabilit originile lor în Arhipelagul Malaieziei, și în cele din urmă, în Taiwan. Între 3000 și 1000 î. Hr., vorbitori de limbi austroneziene au început să se răspândească din Taiwan în partea insulară a Asiei de Sud-Est, ca triburi despre care s-a crezut că au ajuns, traversând China de Sud cu aproximativ 8.000 de ani în urmă, la marginile de vest ale Microneziei și în Melanezia, deși acestea sunt diferite de chinezii Han, care formează în prezent majoritatea populației din China și Taiwan.
Există trei teorii cu privire la răspândirea de populațiilor peste Pacific, în Polinezia. Acestea sunt descrise bine de Kayser et al. (2000) și sunt după cum urmează:
- Modelul Trenului Express:                      o recentă (c. 3000-1000 Î. Hr.) expansiune din Taiwan, via Filipine și Indonezia de Est ; și o alta dinspre nord-vest ("Cap de Pasăre") din Noua Guinee, în Melanezia insulară pe la 1400 Î. Hr.; se  ajunge în vest, în insulele Polineziene, pe la 900 Î. Hr. Această teorie este confirmată de majoritatea actualelor date genetice, lingvistice și arheologice.
- Modelul amestecului de date:                   el subliniază lunga istorie a interacțiunilor culturale și genetice ale vorbitorilor austronezieni cu indigenii  sud-est asiatici și melanezienii până ce au devenit primii polinezieni.
- Modelul bărcii lente: similar modelului trenului express, dar cu un mai mare hiatus în Melanezia, împreună cu adaos genetic, cultural și lingvistic de la populația locală. Acest lucru este probat de datele cromozomului Y - prezentate de Kayser et al. (2000), care arată că toate cele trei haplotipuri ale cromozomilor polinezieni Y pot fi urmărite înapoi până în Melanezia.[5]

 

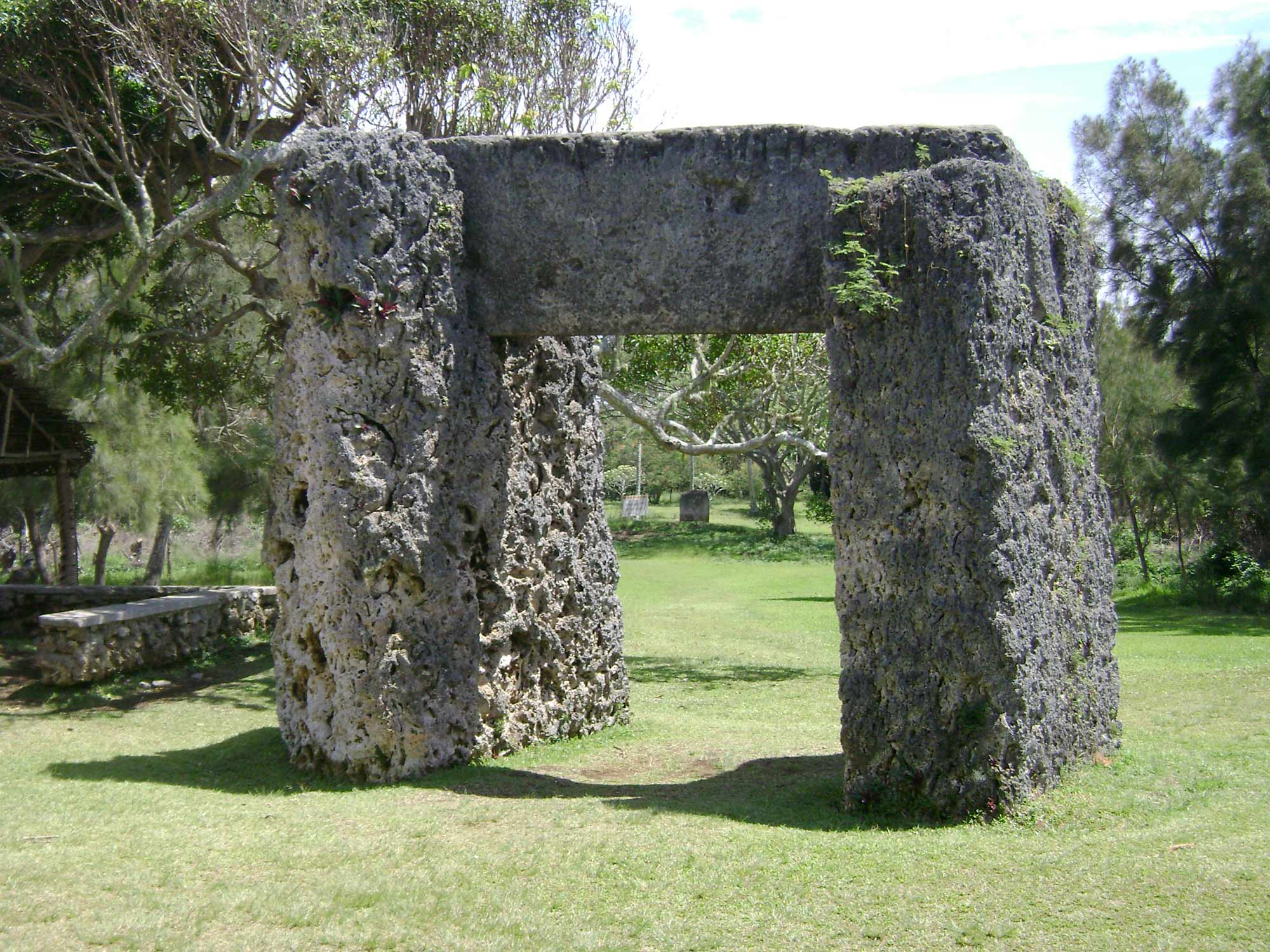
Ha'amonga'a Maui este un trilithon din piatră de pe insula Tongatapu din Tonga. Este construit din trei lespezi de calcar coralier, fiecare cântărind cel puțin 30-40 de tone. A fost construit la începutul secolului al 13-lea sub Tu'i Tonga Tu'itātui al XI-lea.

"Imperiul Tu'i Tonga " sau "Imperiul tongan" în Oceania sunt descrieri, uneori, ale expansiunii tongane ajunsă la apogeu în perioada 1200-1500. Însă dovezi ale unei adevărate politici imperiale lipsesc.
Arheologia, antropologia și lingvistica actuală confirma răspândirea influenței culturale tongane pe scară largă prin Est-Uvea, Rotuma, Futuna, Samoa și Niue, părți ale Microneziei (Kiribati, Pohnpei), Vanuatu și Noua Caledonie și Insulele Loialității și, în timp ce unii teoreticieni preferă termenul de "supremație maritimă", alții susțin că"imperiu" este, probabil, cel mai convenabil termen.
Ceramica din localitățile din Fiji arată că populația Fiji s-a stabilit înainte de sau în jurul perioadei 3500-1000 Î. Hr., deși chestiunea migrației din Pacific persistă. Se crede că populațiile Lapita sau strămoșii polinezienilor s-au stabilit  primii în insule, dar nu se cunosc prea multe din ce s-a întâmplat după sosirea melanezienilor; ele pot avea o anumită influență în noua cultură, și dovezile arheologice arată că acestea probabil s-au mutat spre Tonga, Samoa și chiar Hawai'i.
 Insulele Fiji au fost denumite Insulele Canibalilor de către marinarii vestici, din cauza obieceiului acesta barbar. Tot din aceasta cauză, Insulele Fiji au rămas mult timp necunoscute.

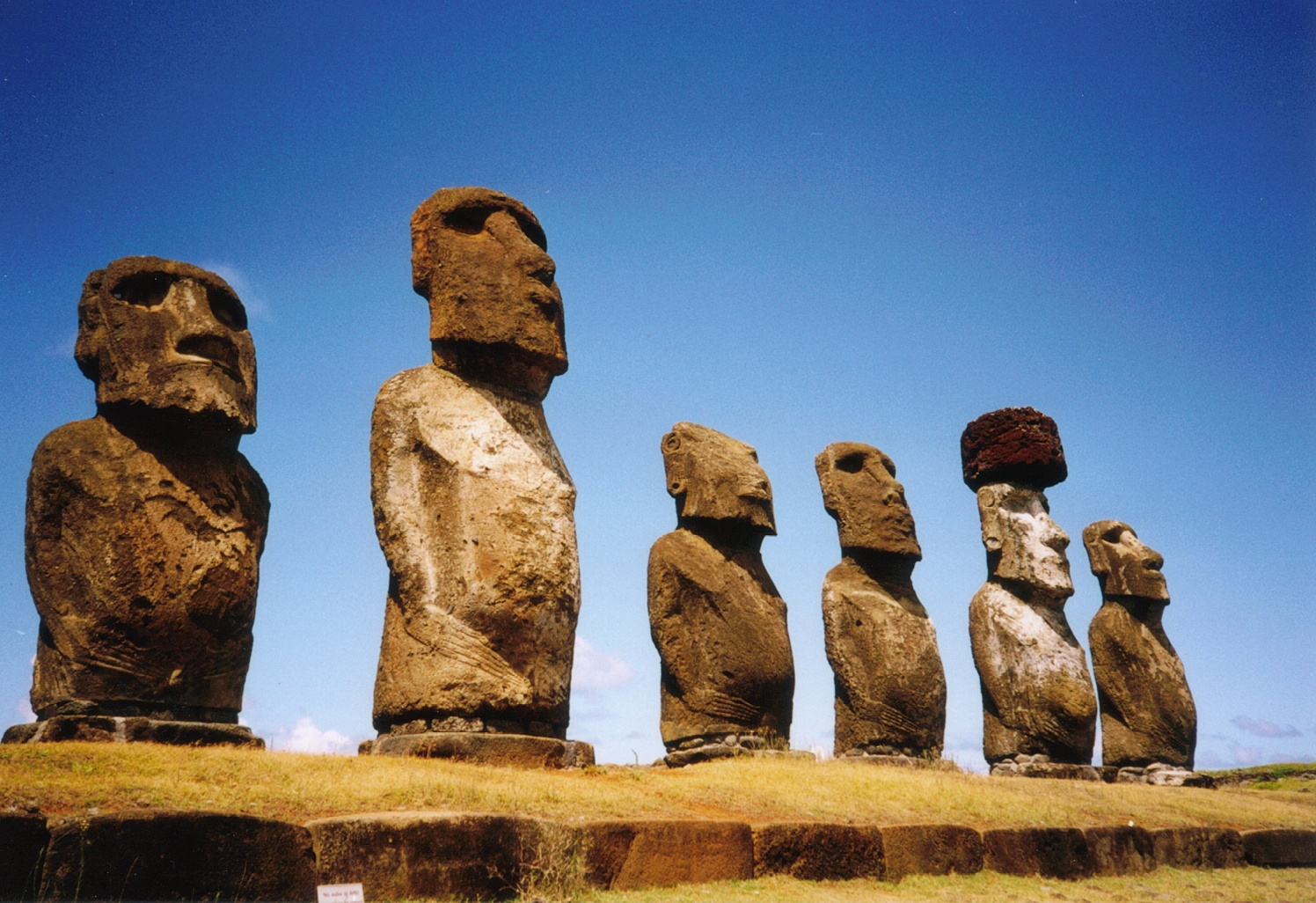
Moai la Ahu Tongariki pe Rapa Nui (Insula Paștelui)

Primii vizitatori ai Insulei Paștelui au înregistrat  tradiții orale despre primii locuitori ai insulei. În aceste tradiții se susține că un șef, Hotu Matu'a a ajuns pe insulă în una sau două mari canoe cu soția și familia extinsă. Se crede că aceștia au fost polinezieni. Există multe incertitudini cu privire la exactitatea acestei legende precum și a datei debarcării. Literatura de specialitate sugerează că insula a fost populată pe la 300-400 d.Hr., sau pe timpul sosirii primilor oameni în Hawaii.
Unii oameni de știință spun că Insula Paștelui nu a fost locuită până prin anii 700-800. Acest interval se bazează pe calcule glotocronologice  și pe trei date de radiocarbon al cărbunelui care pare să fi fost produs în pădure, în activitățile de defrișare.
Mai mult decât atât, un studiu recent, care a inclus datele radiocarbon de la ceea ce este considerat a fi un material foarte timpuriu, sugerează că insula a fost populată recent, pe la 1200. Acest lucru pare să fie confirmat de un studiu din 2006 al defrișărilor din insulă, care ar putea să fi început cam în acel timp. Marele palmier pe cale de disparitie, Paschalococos disperta, înrudit cu palmierul de vin din Chile (Jubaea chilensis), a fost unul dintre copacii dominanți, fiind atestat prin dovezi fosile; această specie, a cărei unică apariție a fost în Insula Paștelui, a disparut din cauza defrișărilor primilor locuitori ai insulei.

### Teoriile privind Micronesia
Micronesia a început să fie locuită cu câteva milenii în urmă, dar teoriile diferă mult privind originea și sosirea primilor locuitori. Există numeroase dificultăți privind executarea de săpături arheologice pe insule, din cauza amplorii lor, a tipurilor de ocupare a insulelor și din cauza stricăciunilor provocate de furtuni. Prin urmare, cele mai multe concluzii se bazează pe analize lingvistice.  Cele mai vechi urme arheologice de civilizație au fost găsite pe insula Saipan, de pe la 1500 Î.Hr. sau ceva mai devreme. 
Strămoșii micronezienilor s-au stabilit aici cu vreo 4000 de ani în urmă. Un sistem descentralizat bazat pe conduceri locale ale șefilor de trib a evoluat probabil spre o cultură mai centralizată economic și religios în așezările Yap și Pohnpei. În schimb, preistoria lor este slab cunoscută.

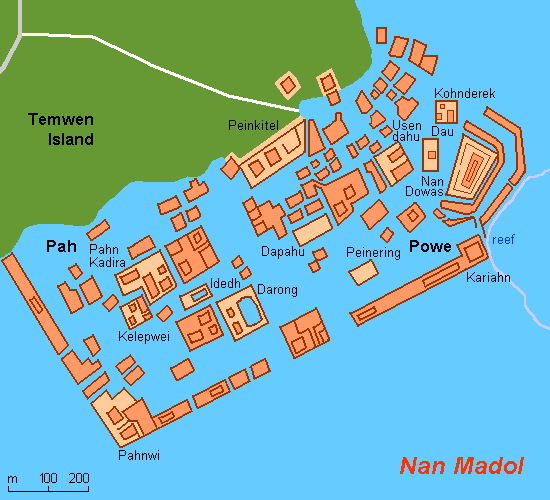
Nan Madol central

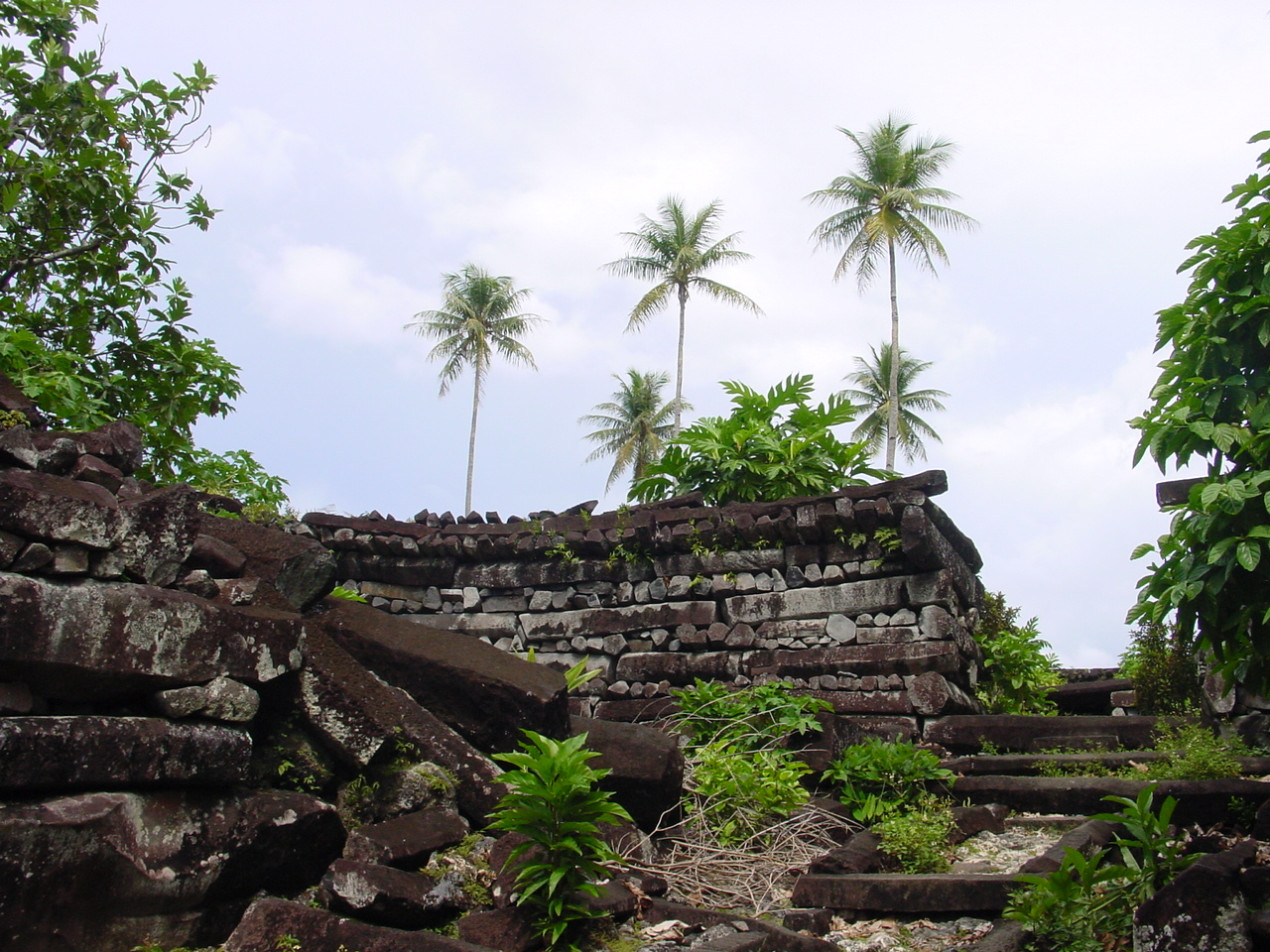
Nan Madol, capitala dinastiei Sau Deleur

În Pohnpei, istoria pre-colonială este împărțită în trei epoci: Mwehin Kawa sau Mwehin Aramas (Perioada de Clădire, sau o Perioadă de Populări, înainte de 1100); Mwehin Sau Deleur (Perioada Prințului din Deleur, între 1100 și 1628);Flood, Bo; Strong, Beret E.; Flood, William (2002). Micronesian Legends. Bess Press. pp. 145–7, 160. ISBN 1-57306-129-8. Accesat în 1 ianuarie 2012. și Mwehin Nahnmwarki (Perioada de Nahnmwarki, 1628 -1885). Legenda pohnpeiană povestește că șefii Sau Deleur, primii care au guvernat în Pohnpei, au fost de origine străină. Dinastia Sau Deleur s-a încheiat cu invazia unui alt străin semilegendar, Isokelekel, care i-a înlocuit pe Sau Deleur și care a instituit sistemul nahnmwarki existent și în prezent. Isokelekel este considerat ca fiind creatorul sistemului social modern pohnpeian nahnmwarki și tatăl poporului pohnpeian.
Construcția de la Nan Madol, un complex megalitic realizat din bușteni de lavă bazaltică în Pohnpei, a început încă din anii 1200 d. Chr. Nan Madol este în apropierea coastei insulei Temwen aproape de Pohnpei, și constă dintr-o serie de mici insule artificiale legate printr-o rețea de canale; de aceea este adesea numit Veneția Pacificului. Este situat în apropiere de insula Pohnpei și a fost cetatea de scaun a dinastiei Sau Deleur  care a domnit peste vreo 25.000 de persoane. Isokelekel și urmașii lui inițial au ocupat orașul de piatră, dar mai târziu l-au abandonat.
Primii oameni din Insulele Mariane de Nord au navigat spre insule între 4000 Î. Hr. și 2000 Î. Hr., venind din Asia de Sud-Est. Au devenit cunoscuți ca chamorros, și vorbeau o limbă austroneziană numit chamorro. Vechii chamorro au lăsat un număr de ruine megalitice, inclusiv megaliții Latte. Refaluwașii sau carolinienii au venit în Arhipelagul Mariane în 1800 din Insulele Caroline. Micronezienii au populat treptat Insulele Marshall în timpul celui de al 2-lea mileniu Î. Hr., navigând interinsular prin utilizarea faimoaselor hărți din bețigașe încrucișate.

### Teoriile despre Melanesia

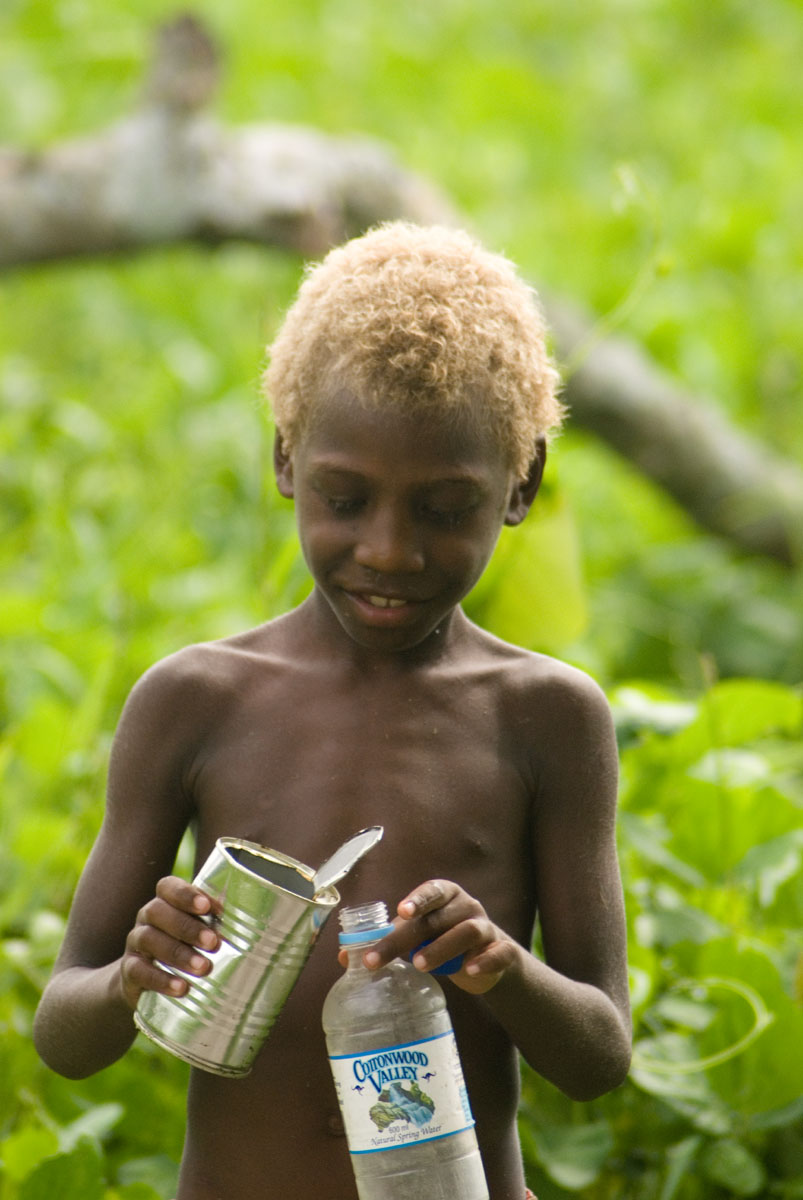
Băiat din Vanuatu

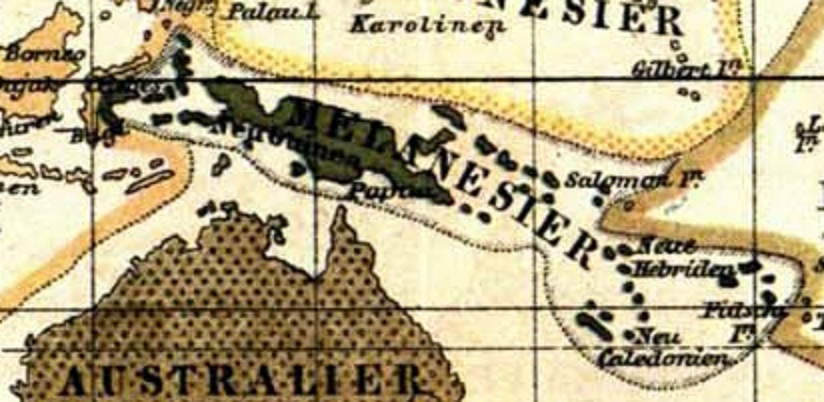
Distribuția melanezienior

Primii locuitori ai Australiei, Noii Guinei și ai insulelor mari din est au ajuns aici acum 50.000-30.000 de ani în urmă, când Neanderthalienii încă cutreierau Europa. Locuitorii originari din grupul de insule numit acum Melanezia au fost probabil strămoșii actualilor papuași. Migrând dinspre Asia de Sud-Est, ei par să fi ocupat acele insule la fel de îndepărtate ca principalele insule din Insulele Solomon, inclusiv Makira și, eventual, mici insule mai departe spre est.
Austronezienii, care au migrat în zonă acum mai mult de 3.000 de ani în urmă, au venit în contact cu aceste populații preexistente  de papuași, în special de-a lungul coastei de nord a insulei Noua Guinee și a insulelor din nordul și estul Noii Guinei. Kayser et al. au propus că, din această zonă, un grup foarte mic de oameni (vorbind o limbă austroneziană) a plecat spre est pentru a deveni strămoșii polinezienilor.